# Borbotana nivifascia
Borbotana nivifascia là một loài bướm đêm trong họ Noctuidae.